# Вініл (телесеріал)
«Вініл» (англ. Vinyl) — американський драматичний телесеріал, створений Теренсом Вінтером. Прем'єра відбудеться на телеканалі HBO у 2016 році. Пілотний епізод був написаний Вінтером, а знятий Мартіном Скорсезе. У центрі «Вінілу» - історія вигаданого лейблу звукозапису American Century Records. Серіал - спроба  відтворити на екрані атмосферу рок-сцени 70-х років. У головних ролях — Боббі Каннавале, Олівія Вайлд і син Міка Джаггера - Джеймс.

## У ролях

### Головний склад
- Боббі Каннавале — Річі Фінестра, звукозаписуючий продюсер, який намагається воскресити свій лейбл American Century
- Олівія Вайлд — Девон Фінестра, дружина Річі
- Пол Бен-Віктор — Морі Голд, азартний власник звукозаписної компанії
- Макс Казелла — Джуліан «Джулі» Сілвер, голова A&R American Century
- Ато Ессонда — Лестер Граймз, колишній співак і колега Річі
- Рей Романо — Зак Янкович, довірена особа і тримач акцій American Century для Річі
- Джек Квейд — Кларк Морелл, менеджер з реклами та зв'язків з громадськістю в American Century
- Джуно Темпл — Джеймі Вайн, амбітний асистент у відділі реклами та зв'язків з громадськістю American Century

### Другорядний склад
- Ендрю Дайс Клей — Френк «Бак» Роджерс, власник кокаїнової мережі радіостанцій
- Бо Дітл — Джо Корсо, «незалежний агент» з можливими зв'язками з організованою злочинністю
- Роберт Фунаро — Тоні Дель Греко, головний вибивала нью-йоркської мафії
- Джо Каніано — Лео, давній шофер і довірена особа Річі

## Виробництво

### Зйомки серіалу
Зйомки серіалу проходили в одному з районів Брукліну — Вільямсбурзі. В липні 2015 року там реконструйовано магазин лейблу Rough Trade. Його збудували в дусі 70-х популярного на той час американського магазину з продажу грамплатівок — Sam Goody. За сценарієм саме там розгортається дія серіалу.